# پی‌یر-میشل لاسوگا
پیر-میشل لاسوگا (آلمانی: Pierre-Michel Lasogga؛ زادهٔ ۱۵ دسامبر ۱۹۹۱) بازیکن فوتبال اهل آلمان است.

## دوران ملی
در ۲۸ فوریه ۲۰۱۴، لاسوگا برای بازی دوستانه برابر شیلی به تیم ملی فوتبال آلمان دعوت شد اما به دلیل مصدومیت در آن بازی به میدان نرفت.

## نگارخانه

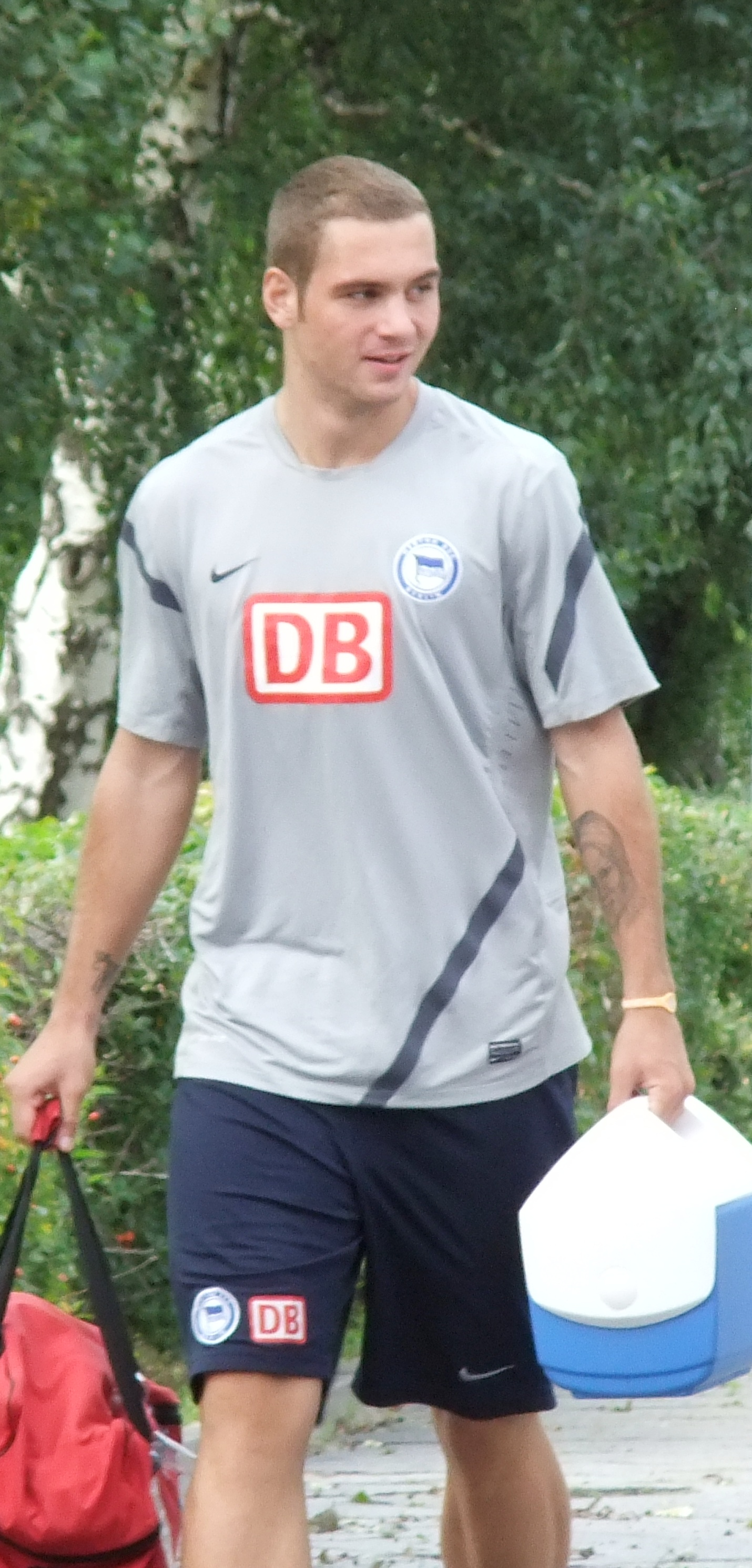
لاسوگا در لباس هرتا، ۲۰۱۱
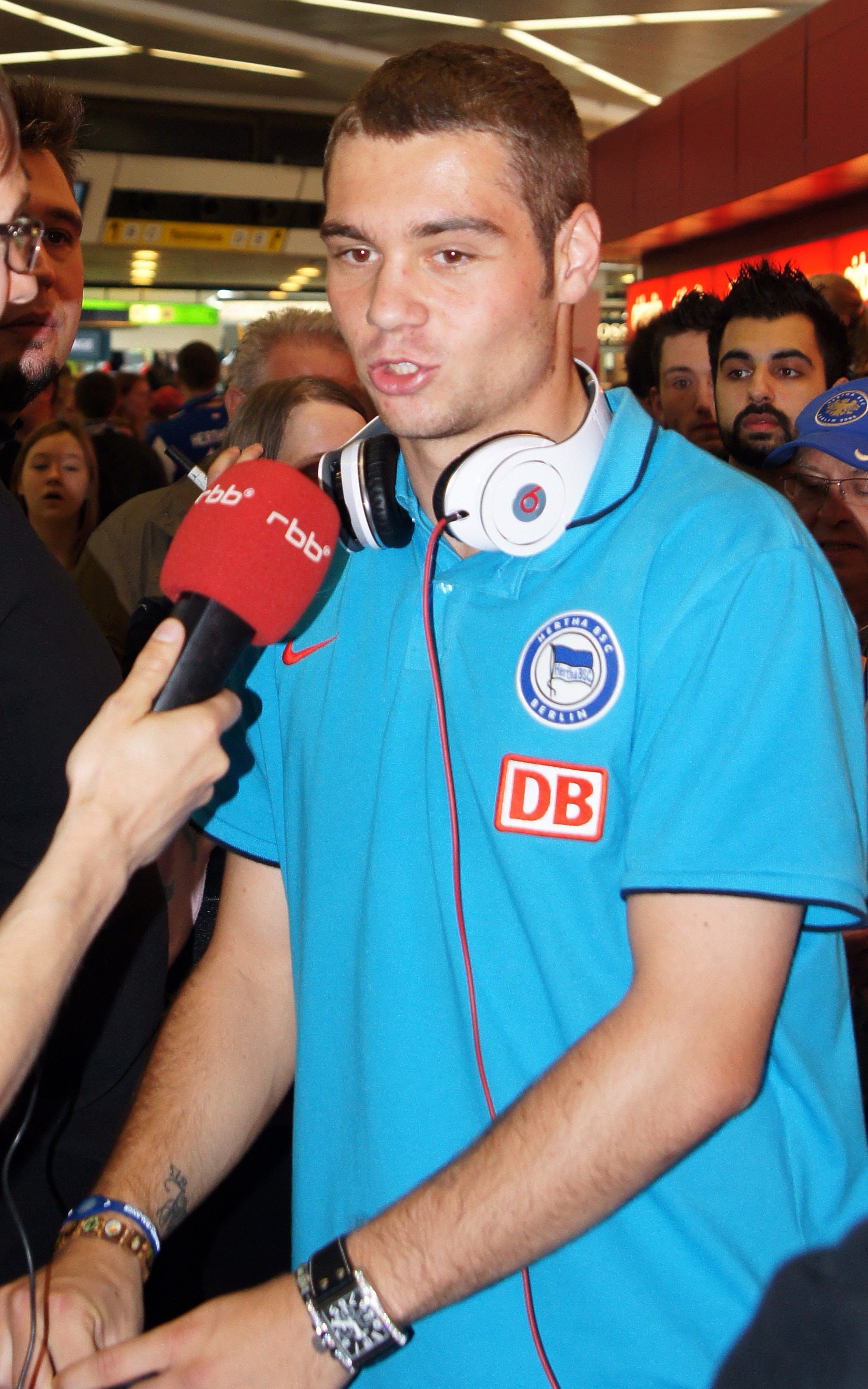
لاسوگا در لباس هرتا، ۲۰۱۱